# Halcyon 23

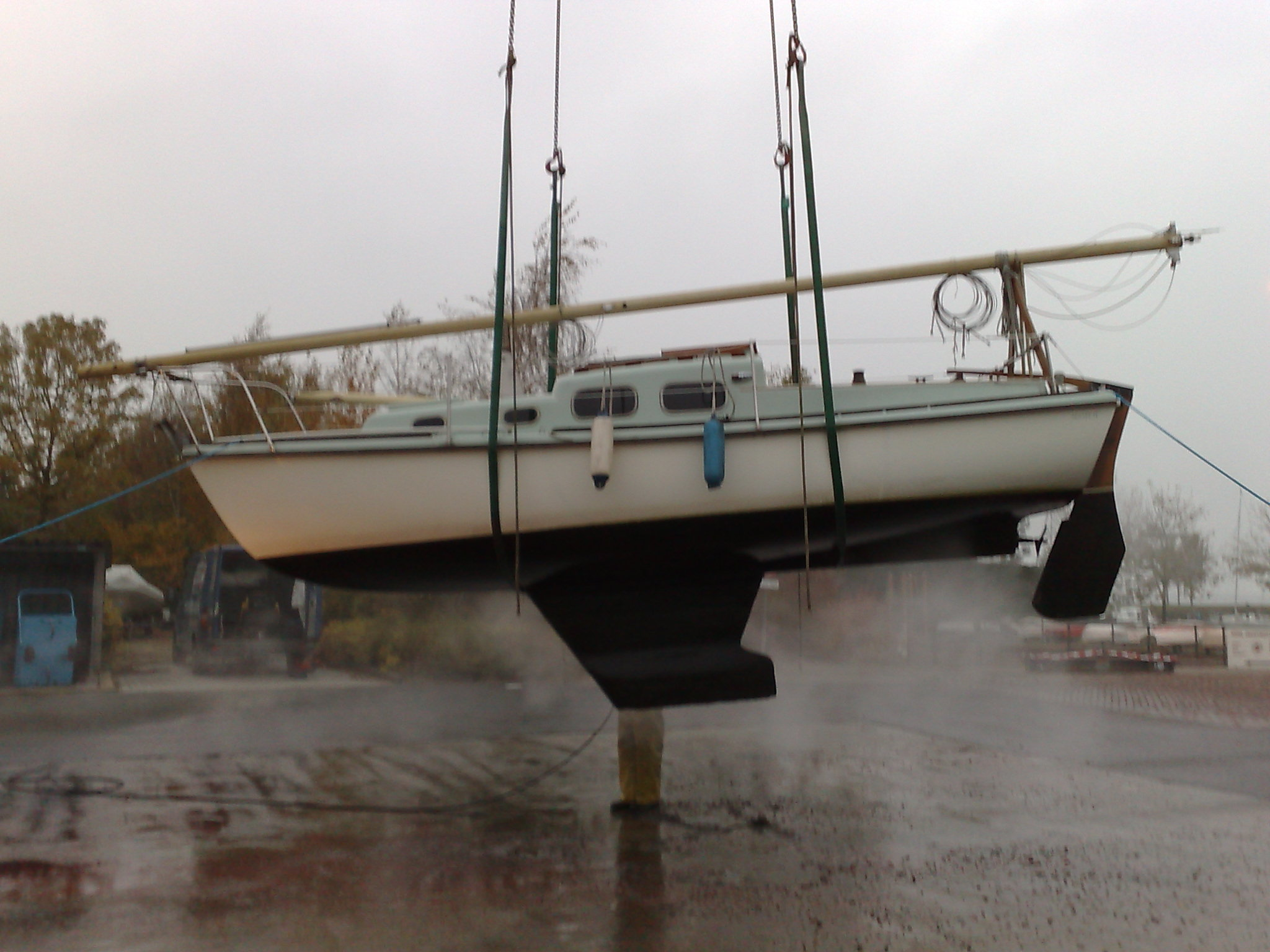
Een Halcyon 23 met vinkiel

De Halcyon 23 is een type zeilschip waarvan er in de jaren 60 en 70 in Engeland veel zijn gebouwd.

## Geschiedenis
De Engelse scheepsbouwer Alan Buchanan ontwierp de Halcyon 23 in de jaren 60. In eerste instantie werd het schip bekend onder de naam "Crystal". Na een aantal aanpassingen aan de inrichting is de Halcyon 23 in productie genomen door Offshore Yachts Ltd. Het werd een populair model dat tot 1975 gebouwd is. In dat jaar werd Offshore Yachts Ltd. tot sluiting gedwongen, nadat de werf door brand was verwoest.

## Specificaties
De romp van de Halcyon 23 is gefabriceerd uit polyester en glasvezel. In de motorruimte staat een 8 pk benzinemotor van de firma Wickström. Men kon destijds kiezen uit twee typen kiel: een gietijzeren vinkiel en een kimkiel. De afmetingen van het schip zijn als volgt:
| Lengte over alles      | 710 cm  |
| Lengte over waterlijn  | 640 cm  |
| Breedte                | 180 cm  |
| Diepgang (met vinkiel) | 110 cm  |
| Waterverplaatsing      | 1300 kg |
| Stahoogte              | 150 cm  |
| Grootzeil              | 12,1 m2 |
| Genua                  | 12 m2   |